# البسايس (لوطة السجع)
البسايس هو دُوَّار يقع بجماعة سبع رواضي، إقليم مولاي يعقوب، جهة فاس مكناس في المملكة المغربية. ينتمي الدوّار لمشيخة لوطة السجع التي تضم 8 دواوير. يقدر عدد سكانه بـ 450 نسمة حسب الإحصاء الرسمي للسكان والسكنى لسنة 2004.

## روابط خارجية
- البوابة الوطنية للجماعات الترابية
- المندوبية السامية للتخطيط